# Вилла-Кортезе
Вилла-Кортезе (итал. Villa Cortese) — коммуна в Италии, в провинции Милан области Ломбардия.
Население составляет 6113 человек, плотность населения составляет 2038 чел./км². Занимает площадь 3 км². Почтовый индекс — 20020. Телефонный код — 0331.
Покровителем коммуны почитается святой Виктор Мавр, празднование 8 мая.